# 1665
Епоха великих географічних відкриттів •  Ганза •  Річ Посполита •  Запорозька Січ •  Руїна

## Геополітична ситуація
Османську імперію очолює Мехмед IV (до 1687). Під владою османського султана перебувають Близький Схід та Єгипет, Середземноморське узбережжя Північної Африки, частина Закавказзя, значні території в Європі: Греція, Болгарія та Сербія. Васалами османів є Волощина та Молдова.
Священна Римська імперія — наймогутніша держава Європи. Її територія охоплює, крім німецьких земель, Угорщину з Хорватією, Богемію, Північну Італію. Її імператор — Леопольд I Габсбург (до 1705).
Габсбург Карл II Зачарований є королем Іспанії (до 1700). Йому належать Іспанські Нідерланди, південь Італії, Нова Іспанія, Нова Гранада та Нова Кастилія в Америці, Філіппіни. Королем Португалії проголошено Альфонса VI, хоча Іспанія це проголошення не визнає. Португалія має володіння в Бразилії, в Африці, в Індії, в Індійському океані й Індонезії.
Північ Нідерландів займає Республіка Об'єднаних провінцій. Вона має колонії в Північній Америці, Індонезії, на Формозі та на Цейлоні. Король Франції — Людовик XIV (до 1715). Король Англії — Карл II Стюарт (до 1685). Королівство Англія має колонії в Північній Америці та на Карибах. Король Данії та Норвегії — Фредерік III (до 1670), король Швеції — Карл XI (до 1697). На Апеннінському півострові незалежні Венеційська республіка та Папська область. Королем Речі Посполитої є Ян II Казимир (до 1668).
Царем Московії є Олексій Михайлович (до 1676). Козацьку державу на Правобережжі очолює Петро Дорошенко, на Лівобережжі — Іван Брюховецький. На півдні України існує Запорозька Січ. Існують Кримське ханство, Ногайська орда.
В Ірані правлять Сефевіди. Значними державами Індостану є Імперія Великих Моголів, в якій править Аурангзеб, Біджапурський султанат, султанат Голконда, Віджаянагара. В Китаї править Династія Цін. У Японії триває період Едо.

## Події

### В Україні

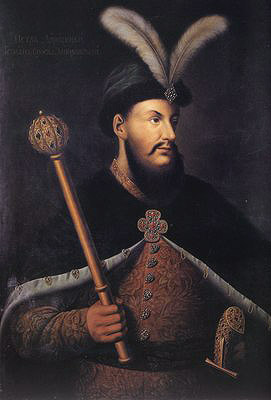
Петро Дорошенко.

- У січні воєвода київський Стефан Чарнецький знищив містечко Ставища, жителі якого вдруге повстали проти польського гарнізону.
- У лютому кошовим отаманом Січі обрано Левка Шкуру замість дуже промосковського Івана Щербини.
- 21 жовтня лівобережний гетьман Іван Брюховецький, котрий у вересні прибув з великим почтом до Москви, підписав так звані Московські статті.
- Через обурення козаків московським гарнізоном у Кодаку, Левка Шкуру змістили. Кошовим отаманом Запорозького війська став Іван Курило.
- Наприкінці року Курила змістили, й булаву кошового отамана знову отримав Левко Шкура.
- Гетьман Правобережної України Павло Тетеря зазнав поразки під Брацлавом від Василя Дрозда й утік до Польщі.
- Тимчасовим гетьманом обрано Петра Дорошенка.

### У світі

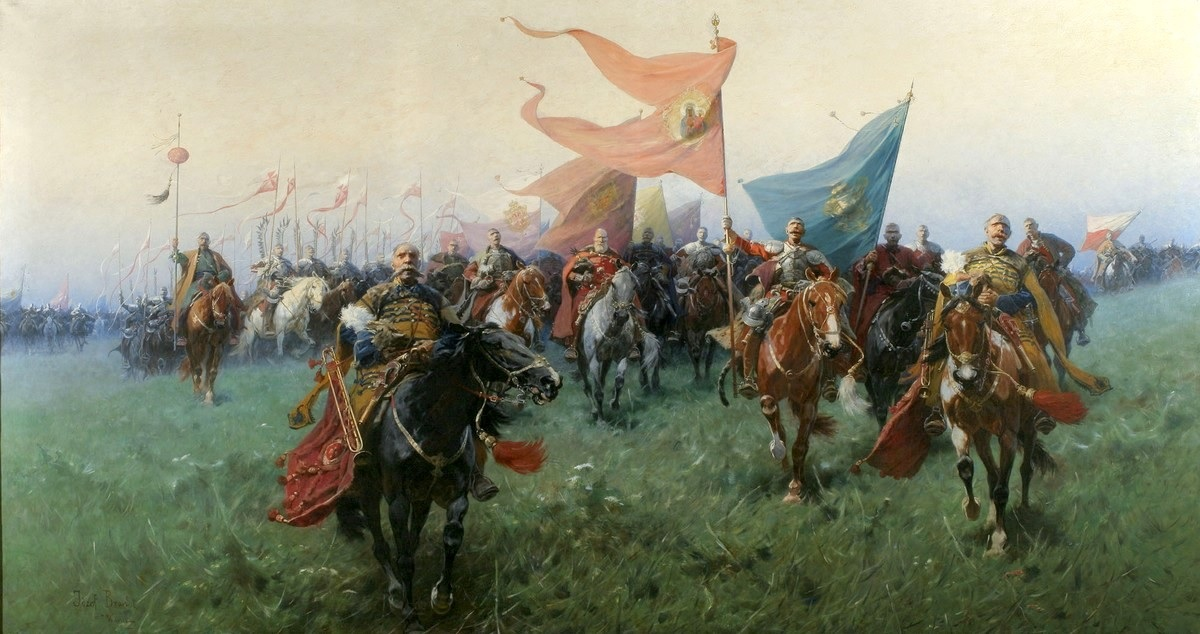
Військо Речі Посполитої співає Богородицю перед битвою.

- У Речі Посполитій Єжи-Себастьян Любомирський підняв рокош проти короля Яна II Казимира. 4 вересня він зумів завдати поразки королівським силам поблизу Ченстохови.
- 4 березня почалася Друга англо-голландська війна.
  - 13 червня англійці виграли битву поблизу Лоустофта.
  - 2 серпня нідерландці виграли битву поблизу Вогена.
- Лондон охопила епідемія чуми. Багато лондонців утекли з міста, зокрема король Карл II.
- 12 червня Королівство Англія встановило своє правління у Нью-Йорку, колишньому голландському поселенні Нью-Амстердам
- Карл II Зачарований став королем Іспанії. Йому ще не виповнилося 4 роки.
- Кабаліст Саббатай Цеві проголосив себе месією.
- Перші французькі колоністи прибули на острів Реюньйон.
- Очільник маратхів Шиваджі уклав перемир'я з падишахом Імперії Великих моголів Аурангзебом.

## Наука та культура
- Джованні Кассіні повідомив про спостереження Великої червоної плями на Юпітері. Роком раніше її бачив Роберт Гук, як свідчать його записи.
- Роберт Гук видав книгу «Micrographia», в якій запропонував термін «клітина».
- У Парижі почав виходити перший науковий журнал — «Журналь де Саван».
- Через два місяці в Лондоні почалася публікація ще одного журналу — Philosophical Transactions of the Royal Society.
- Почала виходити The Oxford Gazette, яка пізніше стала The London Gazette.
- Засновано Кільський університет.
- У Парижі поставлено комедію Мольєра «Любов-цілителька» з музикою Люллі.

## Народились
- 6 лютого — Анна Стюарт, королева Великої Британії (1702–1714).

## Померли
Див. також Категорія:Померли 1665
- 12 січня — у Кастрі на 64-му році життя помер французький математик П'єр Ферма
- 19 листопада — у Римі у віці 71 року помер французький художник Нікола Пуссен